# Аннамухаммедова, Гызылгул
Гызылгул (варианты написания имени — Кызылгул, Кызылгуль) Аннамухаммедова (15 октября 1921 — ?) — председатель колхоза «Коммунизм» Туркмен-Калинского района Марыйской области, Герой Социалистического Труда (1960; лишена в 1989). Член КПСС с 1952 года, член ЦК КП Туркменистана. Депутат Верховного Совета СССР.

## Биография
Родилась 15 октября 1921 года в селе им. Кемине (ныне — Туркменкалинский этрап, Марыйский велаят, Туркмения) в крестьянской семье. Туркменка. Образование средне-специальное.
С 1940 года работала учительницей неполной средней школы. В 1950 году была избрана председателем колхоза «Коммунизм», который, под её руководством, ежегодно перевыполнял государственные планы и взятые социалистические обязательства.
В 1959 г. на площади 640 га получен урожай хлопка-сырца 23,9 ц/га.
Указом Президиума Верховного Совета СССР от 7 марта 1960 года в ознаменование 50-летия Международного женского дня, за выдающиеся достижения в труде и особо плодотворную общественную деятельность Аннамухаммедовой Кызылгуль присвоено звание Героя Социалистического Труда с вручением ордена Ленина и золотой медали «Серп и Молот».
В 1967 году с площади 1200 га её колхоз собрал в среднем по 28 ц/га хлопка-сырца.
Г.Аннамухаммедова руководила колхозом более 30 лет. В 1986 году вышла на пенсию. Жила в посёлке колхоза «Коммунизм».
14 февраля 1989 года осуждена Верховным судом Туркменской ССР по ст. 95, 196 ч. 2 УК Туркменской ССР, приговорена к 7 годам лишения свободы. Обвинялась в хищениях государственного имущества в особо крупных размерах, злоупотреблении служебным положением и должностном подлоге, неоднократной даче взяток, приписках в государственной отчетности по выполнению плана. В частности, инкриминировалось хищение в 1983—1986 годах государственных денежных средств на сумму более 170 тыс. руб., часть из которых шла на взятки работникам хлопкоочистительного завода, а также приписки около 7 тыс. т хлопка-сырца.
Указом Президиума Верховного Совета СССР от 23 августа 1989 года по представлению Верховного суда Туркменской ССР за совершение тяжкого преступления лишена звания Героя Социалистического Труда и всех наград.
Депутат Верховного Совета СССР: Совета Союза 6 созыва (1962—1966) от Туркменской ССР; Совета Национальностей 9 созыва (1974—1979) от Иолотанского избирательного округа № 426 Туркменской ССР, член Комиссии по здравоохранению и социальному обеспечению.

## Награды
- Герой Социалистического Труда (7.03.1960);
- Орден Ленина (7.03.1960);
- Орден Октябрьской Революции (08.04.1971);
- Орден Трудового Красного Знамени (10.12.1973);
- Орден Дружбы народов (16.03.1981);
- Орден «Знак Почёта» (14.02.1957);
- медали, в том числе:
  - Медаль «За трудовую доблесть» (28.01.1950).

Лишена всех наград 23 августа 1989 года.